# Golden Hits of Jerry Lee Lewis
Albums de Jerry Lee Lewis
Rockin' with Jerry Lee Lewis
(1963) The Return of Rock
(1965)
Golden Hits of Jerry Lee Lewis est un album de Jerry Lee Lewis, sorti en 1964.

## Liste des chansons
Face A
1. Whole Lotta Shakin' Goin' On (D. Williams/S. David)
2. Fools Like Me (Jack Clement/Murphy Maddox)
3. Great Balls of Fire (O. Blackwell/J. Hammer)
4. I'll Make It All Up to You
5. End of the Road (chanson de Jerry Lee Lewis)

Face B
1. Breathless (Blackwell)
2. Crazy Arms (Ralph Mooney (en) / Chuck Seals) - 2:41
3. You Win Again (Hank Williams)
4. High School Confidential (Ron Hargrave / Jerry Lee Lewis) - 2:27
5. Your Cheatin' Heart (Williams)